# Anne White
Anne White (28 de septiembre de 1961) es una tenista profesional estadounidense retirada, proveniente de Charleston, Virginia Occidental.

## Carrera
En la primera ronda del torneo de Wimbledon de 1985, White calentaba con un chándal antes de enfrentar a Pam Shriver. Cuando se quitó el chándal para empezar a jugar, reveló que estaba usando una prenda de una sola pieza en elastano de color blanco, lo que atrajo la atención del público y los fotógrafos. Con el partido empatado a un set, el juego tuvo que posponerse por mala iluminación, y el árbitro, Alan Mills le pidió a Anne que usara un atuendo más apropiado para el día siguiente. Así lo hizo, y perdió el tercer set, pero el incidente fue ampliamente mencionado. Días después, Anne declaró que no tenía idea que dicho suceso se convertiría en algo tan controvertido.

### Títulos
White ganó su único título en singles en Phoenix, Arizona, el 9 de marzo de 1987, derrotando a Dianne Balestrat en la final. Alcanzó las semifinales del US Open en 1984 y de Roland Garros en 1985, en modalidad dobles.

## Finales

### Singles (1 título, 1 final)
| Resultado | No. | Fecha               | Torneo         | Superficie | Oponente         | Marcador |
| --------- | --- | ------------------- | -------------- | ---------- | ---------------- | -------- |
| Finalista | 1.  | 17 de junio de 1984 | Edgbaston Cup  | Césped     | Pam Shriver      | 6–7, 3–6 |
| Ganadora  | 2.  | 9 de marzo de 1987  | Virginia Slims | Dura       | Dianne Balestrat | 6–2, 6–1 |

## Cronología de Grand Slam
| Torneo          | 1980  | 1981  | 1982  | 1983  | 1984  | 1985  | 1986  | 1987  | Carrera SR |
| --------------- | ----- | ----- | ----- | ----- | ----- | ----- | ----- | ----- | ---------- |
| Australian Open | A     | 2R    | 1R    | 2R    | 1R    | A     | NJ    | A     | 0 / 4      |
| Roland Garros   | A     | 3R    | 3R    | 3R    | 4R    | 3R    | 1R    | A     | 0 / 6      |
| Wimbledon       | A     | 1R    | 3R    | 2R    | 1R    | 1R    | 1R    | 2R    | 0 / 7      |
| U.S. Open       | 2R    | 2R    | 2R    | 4R    | 3R    | 3R    | 1R    | 1R    | 0 / 8      |
| SR              | 0 / 1 | 0 / 4 | 0 / 4 | 0 / 4 | 0 / 4 | 0 / 3 | 0 / 3 | 0 / 2 | 0 / 25     |

NJ = Torneo no jugado.
A = No participó en el torneo.
SR = El número de torneos de sencillos de Grand Slam sobrepasa al número de torneos jugados.